# Liste der Einträge im National Register of Historic Places im McCulloch County
Die Liste der Registered Historic Places im McCulloch County führt alle Bauwerke und historischen Stätten im texanischen McCulloch County auf, die in das National Register of Historic Places aufgenommen wurden.

## Aktuelle Einträge
| Lfd. Nr. | Name im NRHP                | Bild | Datum der Eintragung | Adresse/Lage    | Ort   | NRHP-ID  | Beschreibung |
| -------- | --------------------------- | ---- | -------------------- | --------------- | ----- | -------- | ------------ |
| 1        | McCulloch County Courthouse |      | 16. Dez. 1977        | Public Sq.      | Brady | 77001515 |              |
| 2        | Old McCulloch County Jail   |      | 3. Apr. 1975         | 117 N. High St. | Brady | 75002073 |              |